# Enea Arnaldi

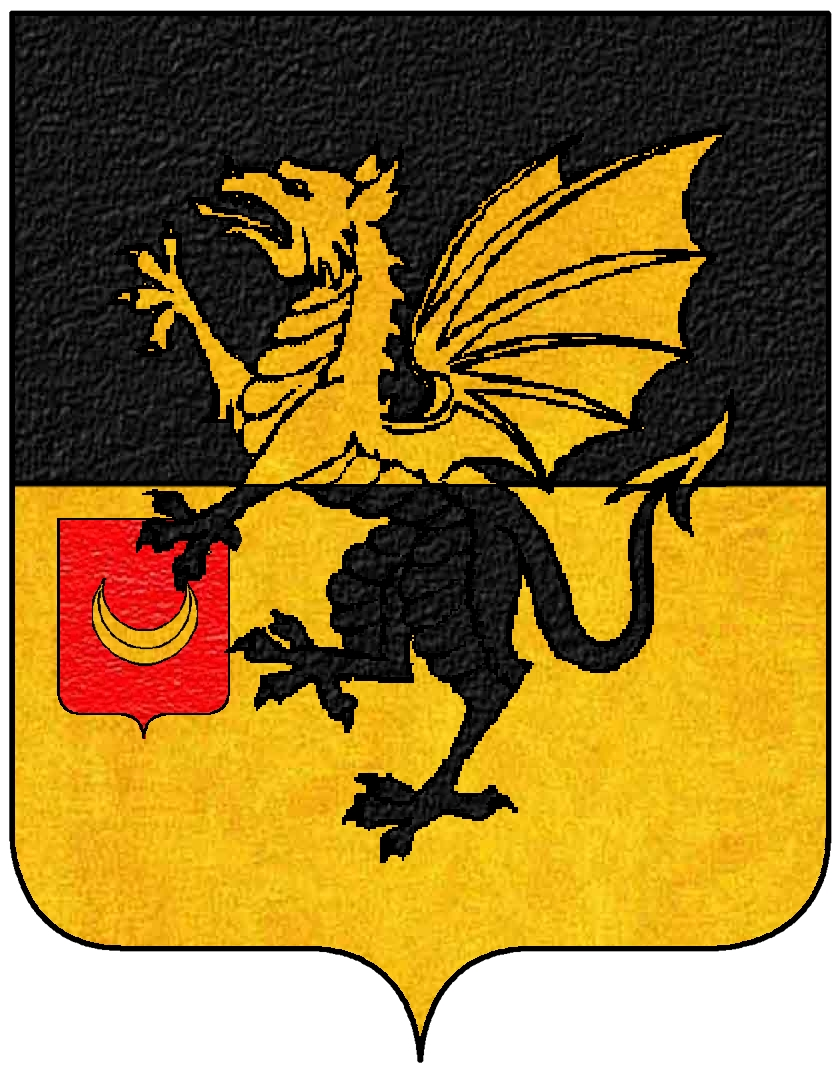
Stemma della famiglia Arnaldi

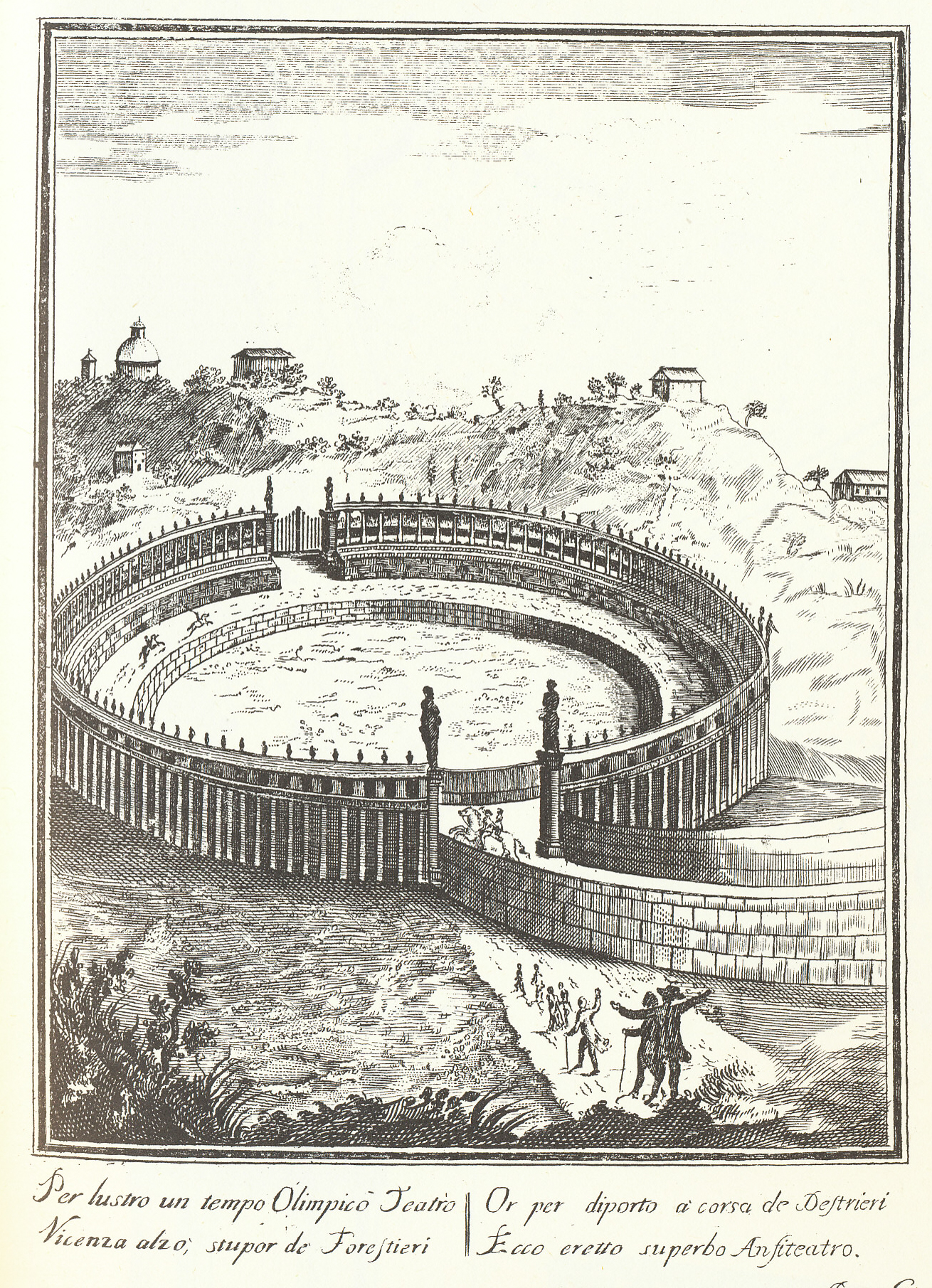
La Cavallerizza dei nobili in Campo Marzo. Incisione di anonimo di fine XVIII secolo

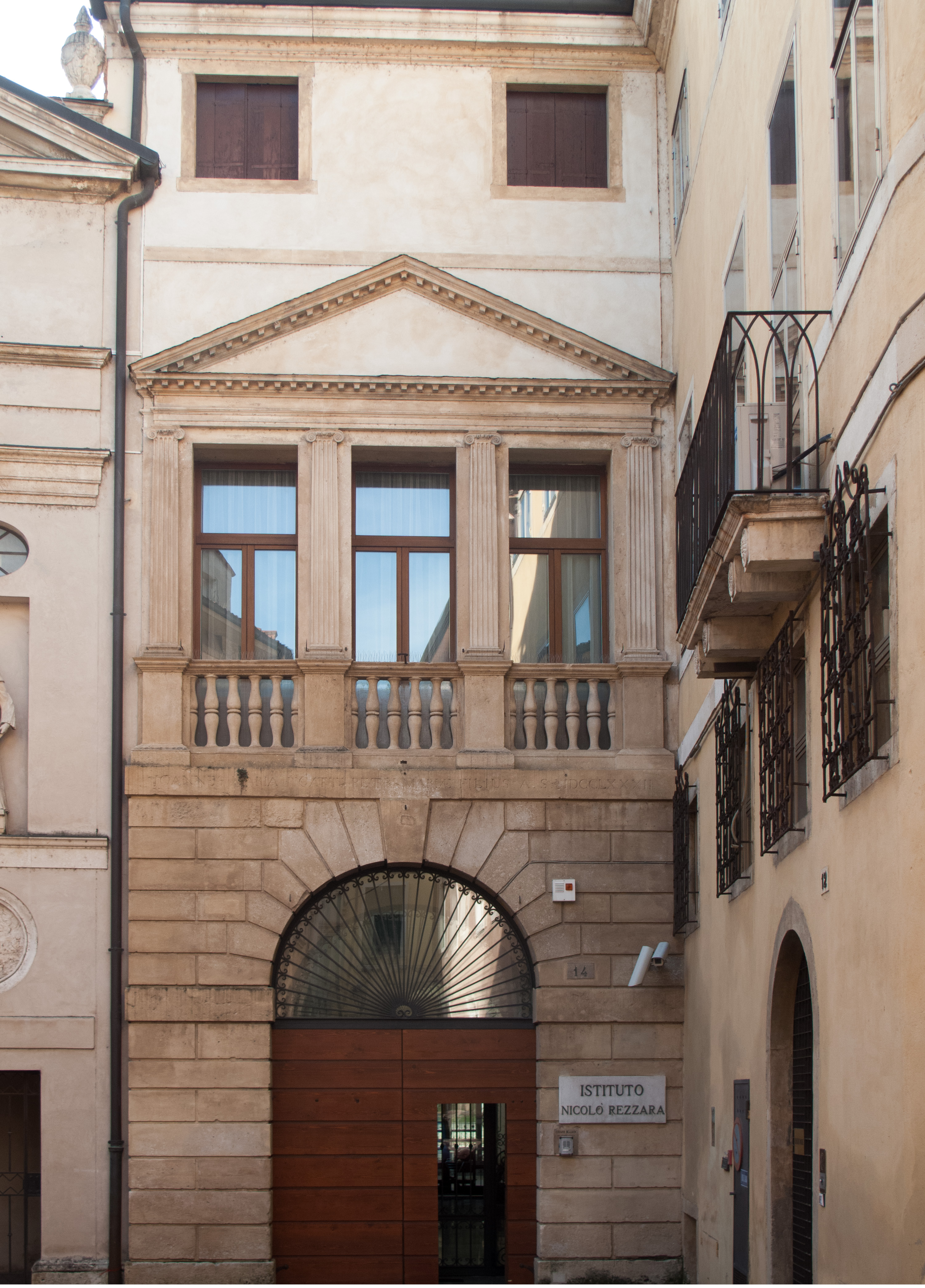
Palazzo Pigatti, annesso a Madonna delle Grazie, uno dei pochi progetti realizzati di Enea Arnaldi

Enea Arnaldi (Vicenza, 29 aprile 1716 – Vicenza, 22 maggio 1794) è stato un umanista e architetto italiano della Repubblica di Venezia, operante nel Settecento a Vicenza.

## Biografia
Nacque a Vicenza dal conte Guido Antonio, appartenente ad un'antica famiglia di Vicenza tra le più facoltose e influenti della città, e dalla contessa Lavinia Negri, anch'essa di famiglia nobile vicentina; ebbe due fratelli, Fabio e Bernardo.
Fin dall'infanzia fu avviato agli studi umanistici, che a Vicenza erano promossi dall'Accademia Olimpica, della quale egli divenne presto membro e nelle assemblee della quale egli fece numerosi interventi, esponendo i suoi principi architettonici e il suo classicismo. Fu tenuto in alta considerazione da altri architetti neoclassici del tempo, come Tommaso Temanza e Francesco Milizia.
Ricoprì diverse cariche pubbliche, tra cui quella di deputato ad utilia, di ispettore ai restauri della Basilica Palladiana, di presidente della Biblioteca Civica Bertoliana e di presidente dell'Accademia di Equitazione, chiamata volgarmente la Cavallerizza.

### Umanista e scrittore d'arte
Enea Arnaldi rappresenta l'aspetto erudito e polemico della cultura illuminista vicentina. Può essere definito un purista; la sua notorietà è legata alle doti polemiche con cui, succedendo a Ottavio Bertotti Scamozzi, egli condusse la difesa della tradizione palladiana a Vicenza. Dotato di notevole intelligenza e cultura, tenace nelle sue opinioni, fu solo in parte capace di affrontare il fermento dei tempi nuovi ed ebbe difficoltà nei rapporti umani anche con i suoi colleghi del tempo, Giorgio Massari, Andrea Cerato e Ottavio Bertotti Scamozzi. Egli dimostrò comunque uno spirito aperto e una moderna attenzione nei riguardi della ricerca documentaria.
I suoi esordi furono tempestosi: nel 1746 fu a capo della corrente contraria al progetto di Francesco Muttoni per la costruzione dei portici che conducono al santuario di Monte Berico, ma la sua tesi - egli avrebbe preferito valorizzare il vecchio e lungo percorso che da porta Monte conduce al Cristo attraverso le scalette - fu battuta dall'esperto, il professore Giovanni Poleni di Padova chiamato dal Comune di Vicenza, che appoggiò il progetto del Muttoni.
Quando nel 1749 il teatro Filarmonico di Verona fu distrutto da un incendio, insieme con il problema della ricostruzione si pose quello più vasto dell'ambiente teatrale in genere: ormai prevaleva il melodramma e il teatro non era più soltanto solo un luogo di spettacolo ma anche e soprattutto un centro di riunioni mondane; veniva quindi proposta la costruzione di una sala a palchetti.
Arnaldi scrisse allora la sua prima opera, dedicata all'architettura teatrale, che però venne pubblicata soltanto nel 1762.
Pur atteggiandosi ad una severa critica nei confronti dei teatri a lui contemporanei (disarmonici nella forma, poveri nell'ornamentazione, malsicuri per la loro facilità agli incendi), finiva in realtà con una proposta accomodante, suggerendo un tipo di teatro ideale nel quale, assieme all'apparente assetto classico, erano presenti tutti gli elementi architettonici richiesti dalla messinscena e dalla sistemazione del pubblico sei-settecentesco.
In appendice all'opera vi erano due discorsi, che furono letti in Accademia, circa la copertura della sala e del proscenio del Teatro Olimpico. Nella polemica per la copertura della sala olimpica, Enea Arnaldi capeggiava la fazione dei "divisionisti" che voleva un soffitto a cassettoni sul proscenio e un "finto aere" dipinto sul soffitto della cavea. Viceversa la fazione degli "unionisti", guidata da Ottone Calderari proponeva un soffitto unitario, con l'adozione di un "velario" secondo l'uso classico. La controversia si risolse solo nel 1820, morti ormai i protagonisti della disputa, con l'accoglimento della seconda soluzione.
Uno degli scritti più interessanti di Enea Arnaldi fu Delle Basiliche antiche e specialmente di quella di Vicenza. Discorso del conte Enea Arnaldi accademico olimpico con l'aggiunta della descrizione di una Curia d'invenzione dell'autore, pubblicato nel 1767, in cui raccoglieva le esperienze compiute quale membro della commissione dei Conservatori; nell'esercizio di tale funzione, fece al Comune una proposta di restauro - che venne accolto - della Basilica Palladiana.
Nel saggio egli trattava dell'etimologia del termine e dell'origine delle basiliche antiche (luoghi di riunione) e quelle cristiane (luoghi di devozione); a conoscenza, come nessun altro a quel tempo, della basilica vicentina ne scrisse una documentata storia a partire dalla fondazione medievale fino al Settecento; in appendice una raccolta di documenti, attinti alle fonti degli archivi comunali e pubblicati per la prima volta con numerosi richiami al testo: un frutto del razionalismo illuminista, teso a documentare la storia mediante ricerche minuziose e precise. Arnaldi concludeva esaltando la saggezza di Andrea Palladio, che aveva risolto ogni difficoltà senza distanziarsi dalle regole vitruviane. Nella seconda parte egli esponeva, con l'aiuto di 8 tavole, l'idea di una "curia", una basilica moderna da realizzarsi sul lato occidentale della piazza dei Signori, di fronte alla loggia del Capitanio.
Di Enea Arnaldi è un Discorso intorno ai torrenti del vicentino, del 1773, con il quale egli analizzava le cause delle frequenti e devastanti inondazioni dei fiumi Bacchiglione e Astico e invocava una legislazione adeguata in materia.
Egli curò anche la parte relativa all'architettura nella Descrizione delle architetture pitture e sculture di Vicenza - la prima, esauriente e completa guida artistica della città - scritta in collaborazione con Pietro Baldarini, Orazio Vecchia e il veronese Lodovico Buffetti e pubblicata da Francesco Vendramin Mosca a Vicenza nel 1779.
In questo trattato egli utilizzò la notevole conoscenza dell'ambiente e la passione con la quale aveva seguito - dalla sua posizione di studioso e di nobile impegnato nell'esercizio della cosa pubblica - le vicende di quasi mezzo secolo di vita della sua città. In quest'opera egli riaffermava l'indiscussa preminenza del modello palladiano, il solo che avesse raggiunto la perfezione; ogni realizzazione che si discostava da questo era considerata di livello inferiore.

### Architetto
Nella Descrizione egli affermava: "Tutto è da me ricavato dalle regole e dalle fabbriche del Palladio da me prescelto in maestro, sì in questa, come in ogni altra mia architettonica fatica". Ma egli fu architetto più teorico che pratico e poche sue invenzioni vennero realizzate.
Nel 1740 ristrutturò con gusto una barchessa di proprietà della famiglia a Meledo di Sarego. Intorno al 1752-54 progettò la "Cavallerizza dei nobili" posta in Campo Marzo subito al di fuori dello scomparso Arco del Revese, un'elegante anche se fredda costruzione in stile classico con una facciata a nove arcate sormontata da un attico.

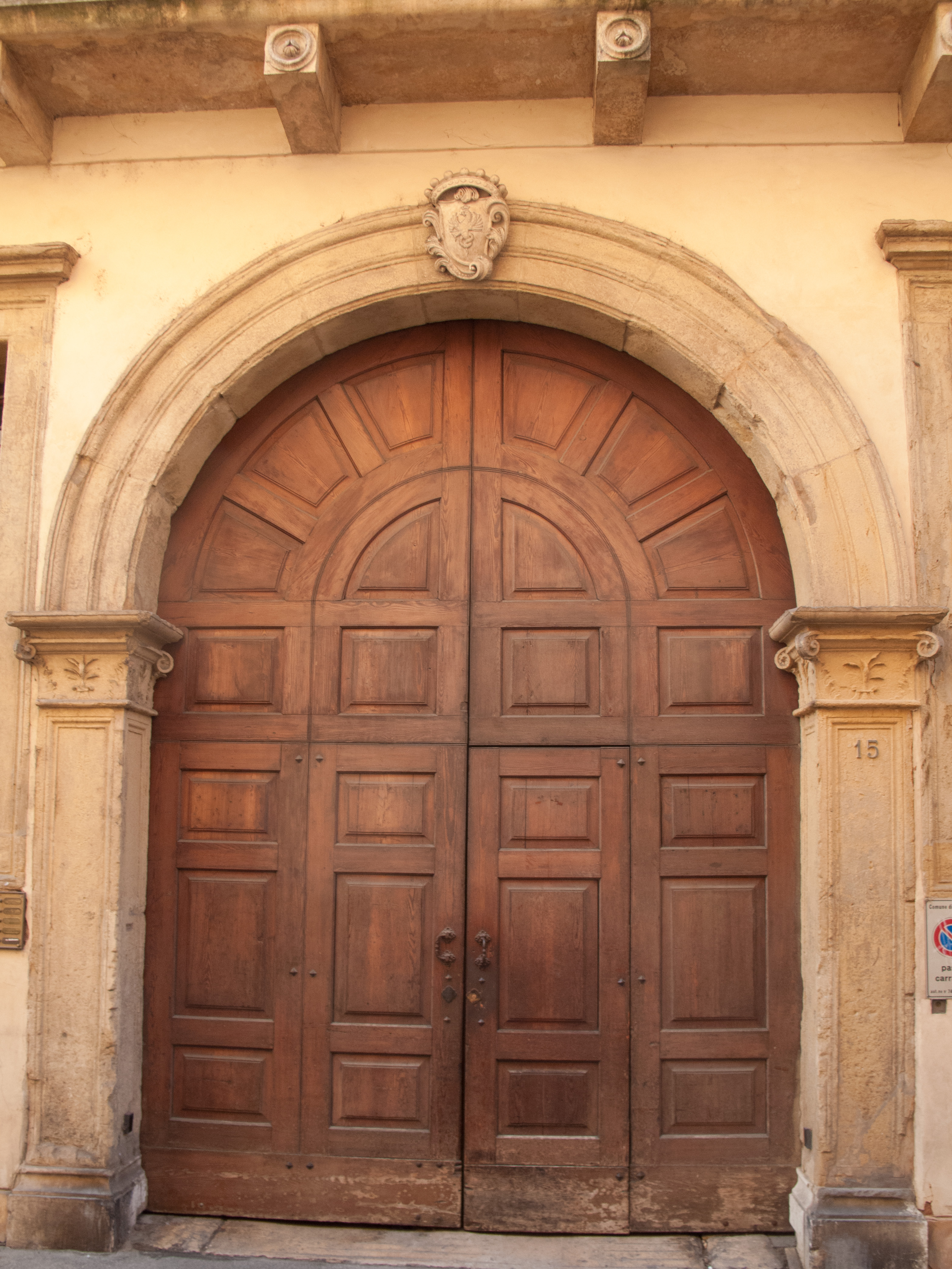
Portone del palazzo Arnaldi in contrà San Paolo, casa di famiglia dove morì Enea

Nel 1760 Arnaldi progettò la villa Bonomo a Villaganzerla, ispirandosi ai modelli palladiani, non priva di eleganza e di equilibrio architettonico.
Dei vari progetti di palazzi che predispose, alcuni furono scartati, come quello del palazzo Vecchia - intorno agli anni cinquanta, che fu poi realizzato secondo il progetto di Giorgio Massari - e, alla fine degli anni settanta quello del palazzo Cordellina in contrà Riale, battuto dal concorrente Ottone Calderari.
Fu costruito invece il suo semplice e severo palazzo prefettizio in contrà del Monte (progettato nel 1760 e realizzato nel 1768); suoi sono anche l'ampliamento del Palazzo Arnaldi, poi Della Torre, in contrà Santi Apostoli, il prospetto del palazzo Pigatti - adattamento effettuato nel 1782 del soppresso convento dei Gerolimini - addossato alla chiesa di santa Maria delle Grazie, che trae spunto dal palladiano palazzetto Capra, inserito (da Antonio Pizzocaro) nel lato nord del palazzo Piovini e infine la residenza di Giuseppe Gastaldi in Borgo Santa Lucia.
Tra il 1775 e il 1793, insieme con Pietro Conti, fu sopraintendente degli impegnativi lavori di restauro della Basilica Palladiana.
Nella parrocchiale di Villaverla si trova oggi il ciborio disegnato da Enea Arnaldi per l'altare maggiore della chiesa di San Faustino a Vicenza; un altro ciborio fu progettato per la chiesa di San Paolo, ma non se ne ha traccia.
Anziano e ormai cieco, abitava con il fratello Bernardo nel palazzo di famiglia; morì a Vicenza il 22 maggio 1794.

## Opere

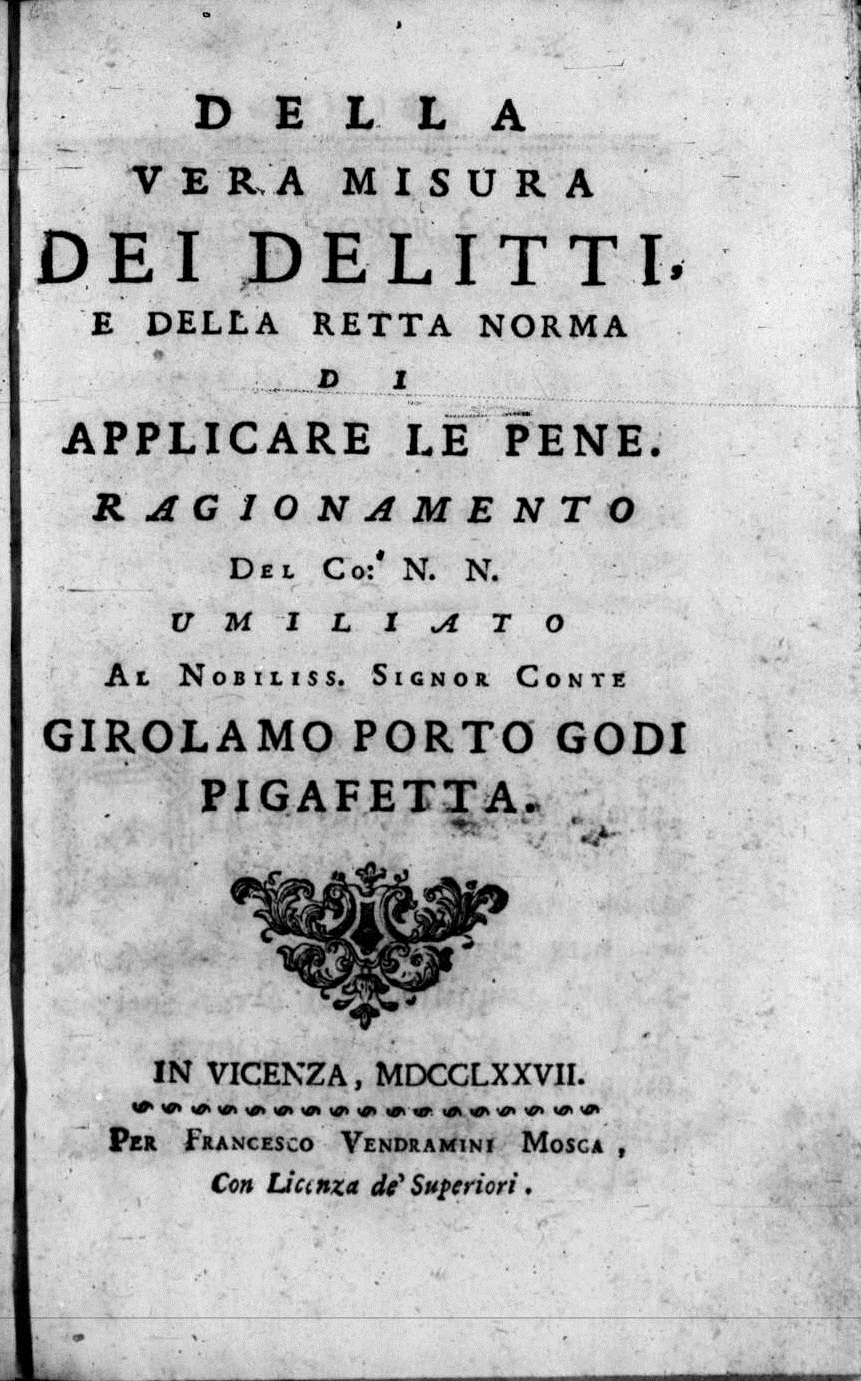
Della vera misura dei delitti e della retta norma di applicare le pene, 1777

- Idea di un teatro nelle principali sue parti simile a' teatri antichi, all'uso moderno accomodato dal conte Enea Arnaldi accademico olimpico, 1762.
- Delle Basiliche antiche e specialmente di quella di Vicenza. Discorso del conte Enea Arnaldi accademico olimpico con l'aggiunta della descrizione di una Curia d'invenzione dell'autore, 1767.
- Della vera misura dei delitti e della retta norma di applicare le pene, Vicenza, Francesco Vendramini Mosca, 1777.
- Discorso intorno ai torrenti del vicentino, 1773.
- Descrizione delle architetture pitture e sculture di Vicenza (con Pietro Baldarini, Orazio Vecchia e Lodovico Buffetti), Vicenza, Francesco Vendramin Mosca, 1779.

Manoscritti
- Quattro lettere sul progetto dei portici di Monte Berico, febbraio - aprile 1746, Vicenza, Biblioteca Bertoliana, .